# 华闾坊
華闾坊（越南语：／），是越南宁平省的一個坊，也是宁平省人民委员会、越南共产党宁平省委员会的驻地。该坊東北隔底江與懿安社相接，西北與西華闾坊相连、南與南華闾坊、東南與東華闾坊相連結。
2025年，華闾市撤销，该市下辖的宁美坊、寧庆坊、东城坊、新城坊、雲江坊、南城坊、南平坊、碧桃坊、寧康社、寧一社、寧進社共8坊3社合并组建華闾坊。